# U19-Europamästerskapet i fotboll
U19-Europamästerskapet i fotboll officiellt UEFA Under-19 Championship är ett årligt fotbollsmästerskap som anordnas av Uefa. Mästerskapet har spelats ända sedan 1948 och kallades från början Fifa Junior Tournament tills Uefa tog över 1955. Turneringen bytte 1980 namn till "European Under 18 Football Championship". Mästerskapet var ett U18-mästerskap fram till säsongen 2001, då mästerskapet gjordes om och blev ett U19-mästerskap istället med start 2002.
Mästerskapet har spelats varje år sedan starten förutom mellan 1984 och 1992 då det spelades vartannat år. Det har spelats i en rad olika format under sin existens och består idag av två "steg", i likhet med andra europeiska mästerskap anordnade av Uefa – ett kvalspel och ett slutspel. Kvalspelet är öppet för alla Uefa-medlemsländer och slutspelet spelas mellan de åtta bästa lagen.
Vartannat mästerskap kvalificerar lag till U20-världsmästerskapet i fotboll som spelas vartannat år.

## Vinnare genom åren
| År   | Värdnation      | Final                                                      | Final                                                      | Final                                                      | Match om tredjepris                                        | Match om tredjepris                                        | Match om tredjepris                                        |                                                         |
| År   | Värdnation      | Vinnare                                                    | Resultat                                                   | Tvåa                                                       | Trea                                                       | Resultat                                                   | Fyra                                                       |                                                         |
| ---- | --------------- | ---------------------------------------------------------- | ---------------------------------------------------------- | ---------------------------------------------------------- | ---------------------------------------------------------- | ---------------------------------------------------------- | ---------------------------------------------------------- | ------------------------------------------------------- |
| 1948 | England         | England                                                    | 3 – 2                                                      | Nederländerna                                              | Belgien                                                    | 3 – 1                                                      | Italien                                                    |                                                         |
| 1949 | Nederländerna   | Frankrike                                                  | 4 – 1                                                      | Nederländerna                                              | Belgien                                                    | 5 – 0                                                      | Irland                                                     |                                                         |
| 1950 | Österrike       | Österrike                                                  | 3 – 2                                                      | Frankrike                                                  | Nederländerna                                              | 6 – 0                                                      | Luxemburg                                                  |                                                         |
| 1951 | Frankrike       | Jugoslavien                                                | 3 – 2                                                      | Österrike                                                  | Belgien                                                    | 1 – 0                                                      | Nordirland                                                 |                                                         |
| 1952 | Spanien         | Spanien                                                    | 00000 0 – 0 (e.f.)                                         | Belgien                                                    | Österrike                                                  | 0 5 – 5                                                    | England                                                    |                                                         |
| 1953 | Belgien         | Ungern                                                     | 2 – 0                                                      | Jugoslavien                                                | Turkiet                                                    | 3 – 2                                                      | Spanien                                                    |                                                         |
| 1954 | Västtyskland    | Spanien                                                    | 00000 2 – 2 (e.f.)                                         | Västtyskland                                               | Argentina                                                  | 1 – 0                                                      | Turkiet                                                    |                                                         |
| 1955 | Italien         | Endast gruppspelsmatcher spelades och ingen vinnare utsågs | Endast gruppspelsmatcher spelades och ingen vinnare utsågs | Endast gruppspelsmatcher spelades och ingen vinnare utsågs | Endast gruppspelsmatcher spelades och ingen vinnare utsågs | Endast gruppspelsmatcher spelades och ingen vinnare utsågs | Endast gruppspelsmatcher spelades och ingen vinnare utsågs |                                                         |
| 1956 | Ungern          | Endast gruppspelsmatcher spelades och ingen vinnare utsågs | Endast gruppspelsmatcher spelades och ingen vinnare utsågs | Endast gruppspelsmatcher spelades och ingen vinnare utsågs | Endast gruppspelsmatcher spelades och ingen vinnare utsågs | Endast gruppspelsmatcher spelades och ingen vinnare utsågs | Endast gruppspelsmatcher spelades och ingen vinnare utsågs |                                                         |
| 1957 | Spanien         | Österrike                                                  | 3 – 2                                                      | Spanien                                                    | Frankrike · Italien                                        | 0 – 0                                                      | Tredjeplatsen delades                                      |                                                         |
| 1958 | Luxemburg       | Italien                                                    | 1 – 0                                                      | England                                                    | Frankrike                                                  | 3 – 0                                                      | Rumänien                                                   |                                                         |
| 1959 | Bulgarien       | Bulgarien                                                  | 1 – 0                                                      | Italien                                                    | Ungern                                                     | 6 – 1                                                      | Östtyskland                                                |                                                         |
| 1960 | Österrike       | Ungern                                                     | 2 – 1                                                      | Rumänien                                                   | Portugal                                                   | 2 – 1                                                      | Österrike                                                  |                                                         |
| 1961 | Portugal        | Portugal                                                   | 4 – 0                                                      | Polen                                                      | Västtyskland                                               | 2 – 1                                                      | Spanien                                                    |                                                         |
| 1962 | Rumänien        | Rumänien                                                   | 4 – 1                                                      | Jugoslavien                                                | Tjeckoslovakien                                            | 0 1 – 1                                                    | Turkiet                                                    |                                                         |
| 1963 | England         | England                                                    | 4 – 0                                                      | Nordirland                                                 | Skottland                                                  | 4 – 2                                                      | Bulgarien                                                  |                                                         |
| 1964 | Nederländerna   | England                                                    | 4 – 0                                                      | Spanien                                                    | Portugal                                                   | 3 – 2                                                      | Skottland                                                  |                                                         |
| 1965 | Västtyskland    | Östtyskland                                                | 3 – 2                                                      | England                                                    | Tjeckoslovakien                                            | 4 – 1                                                      | Italien                                                    |                                                         |
| 1966 | Jugoslavien     | Italien · Sovjetunionen                                    | 0 – 0                                                      | Titeln delades                                             | Jugoslavien                                                | 2 – 0                                                      | Spanien                                                    |                                                         |
| 1967 | Turkiet         | Sovjetunionen                                              | 1 – 0                                                      | England                                                    | Turkiet                                                    | 0 1 – 1                                                    | Frankrike                                                  |                                                         |
| 1968 | Frankrike       | Tjeckoslovakien                                            | 2 – 1                                                      | Frankrike                                                  | Portugal                                                   | 4 – 2                                                      | Bulgarien                                                  |                                                         |
| 1969 | Östtyskland     | Bulgarien                                                  | 01 – 1                                                     | Östtyskland                                                | Sovjetunionen                                              | 1 – 0                                                      | Skottland                                                  |                                                         |
| 1970 | Skottland       | Östtyskland                                                | 01 – 1                                                     | Nederländerna                                              | Skottland                                                  | 2 – 0                                                      | Frankrike                                                  |                                                         |
| 1971 | Tjeckoslovakien | England                                                    | 3 – 0                                                      | Portugal                                                   | Östtyskland                                                | 1 – 1 (5 – 3 str.)                                         | Sovjetunionen                                              |                                                         |
| 1972 | Spanien         | England                                                    | 2 – 0                                                      | Västtyskland                                               | Polen                                                      | 0 – 0 (6 – 5 str.)                                         | Spanien                                                    |                                                         |
| 1973 | Italien         | England                                                    | 00003 – 0 (e.f.)                                           | Östtyskland                                                | Italien                                                    | 1 – 0                                                      | Bulgarien                                                  |                                                         |
| 1974 | Sverige         | Bulgarien                                                  | 1 – 0                                                      | Jugoslavien                                                | Skottland                                                  | 1 – 0                                                      | Grekland                                                   |                                                         |
| 1975 | Schweiz         | England                                                    | 00001 – 0 (e.f.)                                           | Finland                                                    | Ungern                                                     | 00002 – 2 (str.)                                           | Turkiet                                                    |                                                         |
| 1976 | Ungern          | Sovjetunionen                                              | 1 – 0                                                      | Ungern                                                     | Spanien                                                    | 3 – 0                                                      | Frankrike                                                  |                                                         |
| 1977 | Belgien         | Belgien                                                    | 2 – 1                                                      | Bulgarien                                                  | Sovjetunionen                                              | 7 – 2                                                      | Västtyskland                                               |                                                         |
| 1978 | Polen           | Sovjetunionen                                              | 3 – 0                                                      | Jugoslavien                                                | Polen                                                      | 3 – 1                                                      | Skottland                                                  |                                                         |
| 1979 | Österrike       | Jugoslavien                                                | 1 – 0                                                      | Bulgarien                                                  | England                                                    | 0 – 0 (4 – 3 str.)                                         | Frankrike                                                  |                                                         |
| 1980 | Östtyskland     | England                                                    | 2 – 1                                                      | Polen                                                      | Italien                                                    | 3 – 0                                                      | Nederländerna                                              |                                                         |
| 1981 | Västtyskland    | Västtyskland                                               | 1 – 0                                                      | Polen                                                      | Frankrike                                                  | 1 – 1 (2 – 0 str.)                                         | Spanien                                                    |                                                         |
| 1982 | Finland         | Skottland                                                  | 3 – 1                                                      | Tjeckoslovakien                                            | Sovjetunionen                                              | 3 – 1                                                      | Polen                                                      |                                                         |
| 1983 | England         | Frankrike                                                  | 1 – 0                                                      | Tjeckoslovakien                                            | England                                                    | 1 – 1 (4 – 2 str.)                                         | Italien                                                    |                                                         |
| 1984 | Sovjetunionen   | Ungern                                                     | 0 – 0 (3 – 2 str.)                                         | Sovjetunionen                                              | Polen                                                      | 2 – 1                                                      | Irland                                                     |                                                         |
| 1986 | Jugoslavien     | Östtyskland                                                | 3 – 1                                                      | Italien                                                    | Västtyskland                                               | 1 – 0                                                      | Skottland                                                  |                                                         |
| 1988 | Tjeckoslovakien | Sovjetunionen                                              | 00003 – 1 (e.f.)                                           | Portugal                                                   | Östtyskland                                                | 2 – 0                                                      | Spanien                                                    |                                                         |
| 1990 | Ungern          | Sovjetunionen                                              | 0 – 0 (4 – 2 str.)                                         | Portugal                                                   | Spanien                                                    | 1 – 0                                                      | England                                                    |                                                         |
| 1992 | Tyskland        | Turkiet                                                    | 00002 – 1 (e.f.)                                           | Portugal                                                   | Norge                                                      | 1 – 1 (8 – 7 str.)                                         | England                                                    |                                                         |
| 1993 | England         | England                                                    | 1 – 0                                                      | Turkiet                                                    | Spanien                                                    | 2 – 1                                                      | Portugal                                                   |                                                         |
| 1994 | Spanien         | Portugal                                                   | 1 – 1 (4 – 1 str.)                                         | Tyskland                                                   | Spanien                                                    | 5 – 2                                                      | Nederländerna                                              |                                                         |
| 1995 | Grekland        | Spanien                                                    | 4 – 1                                                      | Italien                                                    | Grekland                                                   | 5 – 0                                                      | Nederländerna                                              |                                                         |
| 1996 | Frankrike       | Frankrike                                                  | 1 – 0                                                      | Spanien                                                    | England                                                    | 00003 – 2 (e.f.)                                           | Belgien                                                    |                                                         |
| 1997 | Island          | Frankrike                                                  | 00001 – 0 (e.f.)                                           | Portugal                                                   | Spanien                                                    | 2 – 1                                                      | Irland                                                     |                                                         |
| 1998 | Cypern          | Irland                                                     | 1 – 1 (4 – 3 str.)                                         | Tyskland                                                   | Kroatien                                                   | 0 – 0 (5 – 4 str.)                                         | Portugal                                                   |                                                         |
| 1999 | Sverige         | Portugal                                                   | 1 – 0                                                      | Italien                                                    | Irland                                                     | 1 – 0                                                      | Grekland                                                   |                                                         |
| 2000 | Tyskland        | Frankrike                                                  | 1 – 0                                                      | Ukraina                                                    | Tyskland                                                   | 3 – 1                                                      | Tjeckien                                                   |                                                         |
| 2001 | Finland         | Polen                                                      | 3 – 1                                                      | Tjeckien                                                   | Spanien                                                    | 6 – 2                                                      | Jugoslavien                                                |                                                         |
| 2002 | Norge           | Spanien                                                    | 1 – 0                                                      | Tyskland                                                   | Slovakien                                                  | 2 – 1                                                      | Irland                                                     |                                                         |
| 2003 | Liechtenstein   | Italien                                                    | 2 – 0                                                      | Portugal                                                   | Tjeckien · Österrike                                       | Match om tredjepris spelades ej.                           | Match om tredjepris spelades ej.                           |                                                         |
| 2004 | Schweiz         | Spanien                                                    | 1 – 0                                                      | Turkiet                                                    | Schweiz · Ukraina                                          | Match om tredjepris spelades ej.                           | Match om tredjepris spelades ej.                           |                                                         |
| 2005 | Nordirland      | Frankrike                                                  | 3 – 1                                                      | England                                                    | Serbien och Montenegro · Tyskland                          | Match om tredjepris spelades ej.                           | Match om tredjepris spelades ej.                           |                                                         |
| 2006 | Polen           | Spanien                                                    | 2 – 1                                                      | Skottland                                                  | Tjeckien · Österrike                                       | Match om tredjepris spelades ej.                           | Match om tredjepris spelades ej.                           |                                                         |
| 2007 | Österrike       | Spanien                                                    | 1 – 0                                                      | Grekland                                                   | Frankrike · Tyskland                                       | Match om tredjepris spelades ej.                           | Match om tredjepris spelades ej.                           |                                                         |
| 2008 | Tjeckien        | Tyskland                                                   | 3 – 1                                                      | Italien                                                    | Tjeckien · Ungern                                          | Match om tredjepris spelades ej.                           | Match om tredjepris spelades ej.                           |                                                         |
| 2009 | Ukraina         | Ukraina                                                    | 2 – 0                                                      | England                                                    | Frankrike · Serbien                                        | Match om tredjepris spelades ej.                           | Match om tredjepris spelades ej.                           |                                                         |
| 2010 | Frankrike       | Frankrike                                                  | 2 – 1                                                      | Spanien                                                    | England · Kroatien                                         | Match om tredjepris spelades ej.                           | Match om tredjepris spelades ej.                           |                                                         |
| 2011 | Rumänien        | Spanien                                                    | 00003 – 2 (e.f.)                                           | Tjeckien                                                   | Irland · Serbien                                           | Match om tredjepris spelades ej.                           | Match om tredjepris spelades ej.                           |                                                         |
| 2012 | Estland         | Spanien                                                    | 1 – 0                                                      | Grekland                                                   | England · Frankrike                                        | Match om tredjepris spelades ej.                           | Match om tredjepris spelades ej.                           |                                                         |
| 2013 | Litauen         | Serbien                                                    | 1 – 0                                                      | Frankrike                                                  | Portugal · Spanien                                         | Match om tredjepris spelades ej.                           | Match om tredjepris spelades ej.                           |                                                         |
| 2014 | Ungern          | Tyskland                                                   | 1 – 0                                                      | Portugal                                                   | Serbien · Österrike                                        | Match om tredjepris spelades ej.                           | Match om tredjepris spelades ej.                           |                                                         |
| 2015 | Grekland        | Spanien                                                    | 2 – 0                                                      | Ryssland                                                   | Frankrike · Grekland                                       | Match om tredjepris spelades ej.                           | Match om tredjepris spelades ej.                           |                                                         |
| 2016 | Tyskland        | Frankrike                                                  | 4 – 0                                                      | Italien                                                    | England · Portugal                                         | Match om tredjepris spelades ej.                           | Match om tredjepris spelades ej.                           |                                                         |
| 2017 | Georgien        | England                                                    | 2 – 1                                                      | Portugal                                                   | Nederländerna · Tjeckien                                   | Match om tredjepris spelades ej.                           | Match om tredjepris spelades ej.                           |                                                         |
| 2018 | Finland         | Portugal                                                   | 00004 – 3 (e.f.)                                           | Italien                                                    | Frankrike · Ukraina                                        | Match om tredjepris spelades ej.                           | Match om tredjepris spelades ej.                           |                                                         |
| 2019 | Armenien        | Spanien                                                    | 2 – 0                                                      | Portugal                                                   | Frankrike · Irland                                         | Match om tredjepris spelades ej.                           | Match om tredjepris spelades ej.                           |                                                         |
| 2020 | Nordirland      | Mästerskapet ställdes in på grund av covid-19-pandemin.    | Mästerskapet ställdes in på grund av covid-19-pandemin.    | Mästerskapet ställdes in på grund av covid-19-pandemin.    | Mästerskapet ställdes in på grund av covid-19-pandemin.    | Mästerskapet ställdes in på grund av covid-19-pandemin.    | Mästerskapet ställdes in på grund av covid-19-pandemin.    | Mästerskapet ställdes in på grund av covid-19-pandemin. |
| 2021 | Rumänien        | Mästerskapet ställdes in på grund av covid-19-pandemin.    | Mästerskapet ställdes in på grund av covid-19-pandemin.    | Mästerskapet ställdes in på grund av covid-19-pandemin.    | Mästerskapet ställdes in på grund av covid-19-pandemin.    | Mästerskapet ställdes in på grund av covid-19-pandemin.    | Mästerskapet ställdes in på grund av covid-19-pandemin.    | Mästerskapet ställdes in på grund av covid-19-pandemin. |
| 2022 | Slovakien       | England                                                    | 00003 – 1 (e.f.)                                           | Israel                                                     | Frankrike · Italien                                        | Match om tredjepris spelades ej.                           | Match om tredjepris spelades ej.                           |                                                         |
| 2023 | Malta           | Italien                                                    | 1 – 0                                                      | Portugal                                                   | Spanien · Norge                                            | Match om tredjepris spelades ej.                           | Match om tredjepris spelades ej.                           |                                                         |
| 2024 | Nordirland      | Spanien                                                    | 2 – 0                                                      | Frankrike                                                  | Italien · Ukraina                                          | Match om tredjepris spelades ej.                           | Match om tredjepris spelades ej.                           |                                                         |

1. ↑  Spanien utsedd till segrare baserad på målskillnad i semifinalen.
2. ↑  Slantsingling utsåg Österrike till bronsmedaljörer.
3. ↑  Spanien utsedd till segrare baserad på målskillnad i gruppspelet.
4. ↑  Slantsingling utsåg Tjeckoslovakien till bronsmedaljörer.
5. ↑  Slantsingling utsåg Turkiet till bronsmedaljörer.
6. ↑  Slantsingling utsåg Bulgarien till guldmedaljörer.
7. ↑  Slantsingling utsåg Östtyskland till guldmedaljörer.

## Vinnare efter land
- Spanien: 12
- England: 11
- Frankrike: 8
- Sovjetunionen: 6
- Tyskland: 6 (Västtyskland och Östtyskland inräknat)
- Portugal: 4
- Italien: 4
- Ungern: 3
- Bulgarien: 3
- Österrike: 2
- Jugoslavien: 2
- Tjeckien: 1
- Belgien: 1
- Skottland: 1
- Ukraina: 1
- Irland: 1
- Turkiet: 1
- Polen: 1